# La clemenza di Tito
Pour les articles homonymes, voir La clemenza di Tito (homonymie).
La Clémence de Titus
Personnages
- Tito (Titus), empereur romain, ténor
- Vitellia, fille de l'empereur destitué Vitellius, soprano
- Sesto (Sextus), jeune patricien romain, soprano castrat
- Servilia, sa sœur, soprano
- Annio (Annius), jeune patricien romain, soprano travesti
- Publio (Publius), capitaine de la garde, basse

Airs
- « Deh se piacer » - Vitellia (acte I)
- « Del più sublime soglio » - Tito (acte I)
- « Ah, perdona al primo affetto » - Annio, Servilia (acte I)
- « Ah se fosse » - Tito (acte I)
- « Parto, parto » - Sesto (acte I)
- « Torna di Tito a lato » - Annio (acte II)
- « Tardi s'avvede » - Publio (acte II)
- « Tu fosti tradito » - Annio (acte II)
- « Deh per questo istante » - Sesto (acte II)
- « Se all'impero » - Tito (acte II)
- « S'altro che lagrime » - Servilia (acte II)
- « Non più di fiori » -  Vitellia (acte II)

La clemenza di Tito, K.621 (La Clémence de Titus en français) est un opera seria en deux actes composé par Wolfgang Amadeus Mozart en 1791, sur un livret en italien de Caterino Mazzolà (en) d'après Metastase et la Vie des douze Césars de Suétone.
Il est créé le 6 septembre 1791 au Stavovské divadlo à Prague, à l'occasion du couronnement de Léopold II comme roi de Bohême.
Son exécution demande environ 2 heures 15 minutes.

## Historique

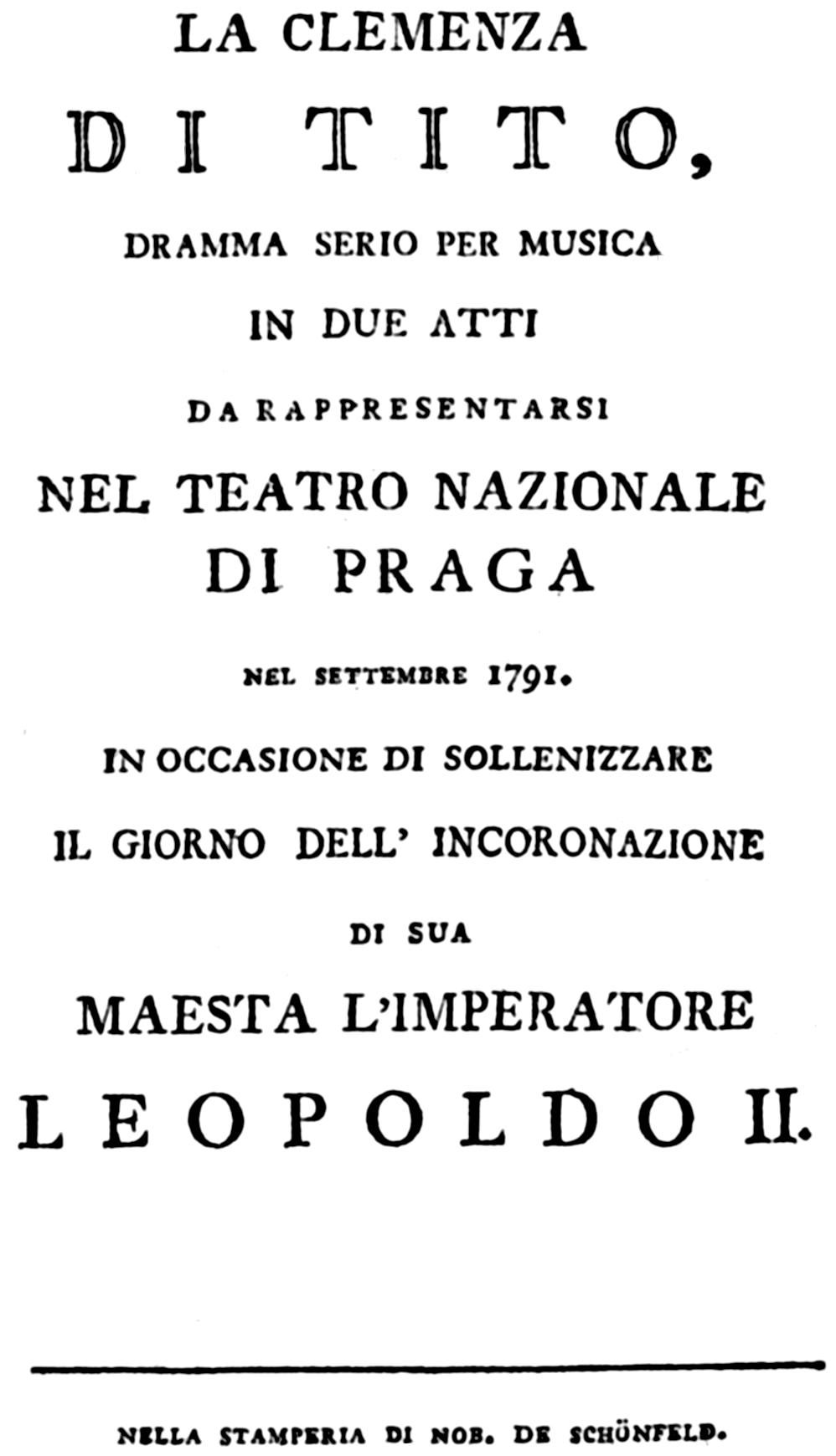
Page de titre du livret avec dédicace (1791).

En 1791, la dernière année de sa vie, Mozart était déjà bien avancé dans l'écriture de Die Zauberflöte en juillet lorsqu'on lui demanda de composer un opera seria. La commande venait de l'impresario Domenico Guardasoni, qui vivait à Prague et qui avait été chargé par les États de Bohême de fournir une nouvelle œuvre pour célébrer le sacre de Léopold II (empereur du Saint-Empire), en tant que roi de Bohême. Le couronnement avait été planifié par les États afin de ratifier un accord politique entre Léopold II et la noblesse de Bohême (il avait annulé les efforts du frère de Léopold Joseph II pour lancer un programme visant à libérer les serfs de Bohême et à augmenter la charge fiscale des propriétaires terriens aristocratiques). Léopold II souhaitait pacifier la noblesse de Bohême afin d'éviter les révoltes et de renforcer son empire face aux défis politiques engendrés par la Révolution française. La cérémonie devait avoir lieu le 6 septembre ; Guardasoni avait été contacté au sujet de l'opéra en juin. Aucun opéra de Mozart n'a été plus clairement mis au service d'un agenda politique que La clemenza di Tito, en l'occurrence pour promouvoir les politiques sociales et réactionnaires d'une élite aristocratique. Il n'existe aucune preuve permettant d'évaluer l'attitude de Mozart à cet égard, ni même de savoir s'il était au courant des conflits politiques internes qui faisaient rage dans le royaume de Bohême en 1791.
Dans un contrat daté du 8 juillet, Guardasoni promet qu'il engagera un castrat « de première qualité » (cela semble avoir eu plus d'importance que l'auteur de l'opéra) ; qu'il « ferait écrire le livret [...] et le ferait mettre en musique par un maestro distingué ». Le temps était compté et Guardasoni avait une clause de sortie : s'il ne parvenait pas à obtenir un nouveau texte, il aurait recours à La clemenza di Tito, un livret écrit plus d'un demi-siècle plus tôt par Pietro Metastasio (1698-1782) (aussi appelé en France Métastase).
Le livret de Métastase avait déjà été mis en musique par près de 40 compositeurs ; l'histoire est basée sur la vie de l'empereur romain Titus, à partir de quelques brèves allusions issues de l'œuvre Vie des douze Césars de l'écrivain romain Suétone, et a été élaborée par Métastase en 1734 pour le compositeur italien Antonio Caldara. Parmi les mises en scène ultérieures, citons celle de Gluck en 1752 et la version (en) de Josef Mysliveček en 1774. Mozart connaissait certainement le livret avant la composition ; en 1770, il assiste avec son père à une production de la mise en scène de Michelangelo Valentini (it) à Crémone[citation nécessaire]. Il y aura trois autres mises en scène après 1791. Mozart n'était pas le premier choix de Guardasoni. Il approcha plutôt Antonio Salieri, le compositeur d'opéra italien le plus distingué de Vienne et chef de l'établissement musical de la cour impériale. Mais Salieri était trop occupé et il déclina la commande, bien qu'il ait assisté au couronnement.
Le livret fut édité par le poète de la cour, Caterino Mazzolà, afin de le rendre plus utile. Fait inhabituel, dans le catalogue personnel des compositions de Mozart, Mazzolà est crédité pour sa révision avec la note que le livret a été « retravaillé en un véritable opéra ». Mazzolà a confondu le livret original de trois actes à deux actes, et aucun des airs originaux de Métastase ne se trouve dans l'acte médian original. Mazzolà a remplacé une grande partie des dialogues par des ensembles et a écrit un nouveau finale au premier acte, bricolé à partir de lignes du livret original, qui présente le soulèvement, alors que Métastase se contente de le décrire.
L'expérience de Guardasoni avec le travail de Mozart sur Don Giovanni l'a convaincu que le jeune compositeur était plus que capable de travailler dans des délais les plus serrés. Mozart accepta volontiers la commande étant donné que son cachet serait deux fois plus élevé que celui d'un opéra similaire commandé à Vienne. Le premier biographe de Mozart, Franz Xaver Niemetschek (1766-1849), prétend que l'opéra fut achevé en 18 jours seulement, et dans une telle hâte que les récitatifs secco furent écris par Franz Xaver Süssmayr lors de son voyage à Prague en août 1791 (le manuscrit des récitatifs étant perdu ils sont absents du manuscrit de Mozart). On sait que Süssmayr s'est rendu avec Mozart à Prague une semaine avant la première pour l'aider (récitatifs, répétitions, relectures et copies). Certains spécialistes de Mozart ont suggéré qu'il travaillait sur l'opéra depuis bien plus longtemps, peut-être depuis 1789 ; cependant, toutes ces théories ont été réfutées en profondeur dans la littérature musicologique de langue anglaise. L'opéra a été écrit en seulement dix-huit jours et se classe avec L'italiana in Algeri, Il barbiere di Siviglia et La Cenerentola, de Rossini, comme l'un des opéras écrits dans le laps de temps le plus court.
On ne sait pas ce que Léopold II pensait de l'opéra écrit en son honneur. Les anecdotes selon lesquelles son épouse Marie-Louise d'Espagne l'a rejeté comme una porcheria tedesca (littéralement en italien « une cochonnerie allemande », mais plus idiomatiquement traduite « un gâchis allemand ») ne sont pas antérieures à 1871, publiées dans un recueil de vignettes littéraires par Alfred Meissner sur l'histoire de Prague prétendument basé sur les souvenirs du grand-père de l'auteur, qui était présent pour les cérémonies de couronnement.

## Argument
Lieu et époque : Rome antique, en l'an 79.

### Acte I
Vitellia, éprise de l'empereur Titus, apprend que celui-ci s'apprête à épouser Bérénice. Dévorée par la haine, elle convainc Sextus (Sesto) — son soupirant, lequel est aussi l'ami intime de l'empereur —, de conspirer contre Titus. Annius (Annio) — épris de Servilia, la sœur de Sextus — survient et leur apprend que l'empereur ayant renoncé à Bérénice pour épouser une Romaine, a choisi Servilia. Celle-ci supplie humblement Titus de renoncer à ce projet afin de pouvoir vivre avec celui qu'elle aime (Annius), tandis que Publius (Publio), le serviteur de l'empereur, avertit ce dernier du complot en préparation. Ému par les supplications de la jeune Romaine, Titus se résout à épouser Vitellia. Celle-ci cependant, ignorant qu'elle vient d'être choisie, pousse Sextus à l'irréparable : les conjurés mettent le feu au Capitole. Titus cependant parvient à échapper à la mort.

### Acte II
Sextus est arrêté par Publius, puis, après qu'il a avoué — mais sans dénoncer Vitellia —, le Sénat le condamne à mort. Ne pouvant croire à la culpabilité de son ami, Titus convoque celui-ci. Pour protéger Vitellia, Sextus s'accuse de l'entière responsabilité du crime. Titus signe son arrêt de mort (l'arène), puis, peu après, se ravise et déchire la sentence : il ne veut pas régner par la terreur. Vitellia, comprenant le sacrifice de Sextus, avoue ses crimes, renonçant alors à l'amour et au pouvoir. Titus gracie tous les conjurés, sous les acclamations de ses sujets.

## Distribution
| Rôle                                             | Tessiture        | Créateur                      |
| ------------------------------------------------ | ---------------- | ----------------------------- |
| Tito (Titus), empereur romain                    | ténor            | Antonio Baglioni              |
| Vitellia, fille de l'empereur destitué Vitellius | soprano          | Maria Marchetti Fantozzi      |
| Sesto (Sextus), jeune patricien romain           | soprano castrat  | Domenico Bedini               |
| Servilia, la sœur de Sextus                      | soprano          | Antonina Campi (Mme Antonini) |
| Annio (Annius), jeune patricien romain           | soprano travesti | Carolina Perini               |
| Publio (Publius), capitaine de la garde          | basse            | Gaetano Campi                 |

## Numéros musicaux

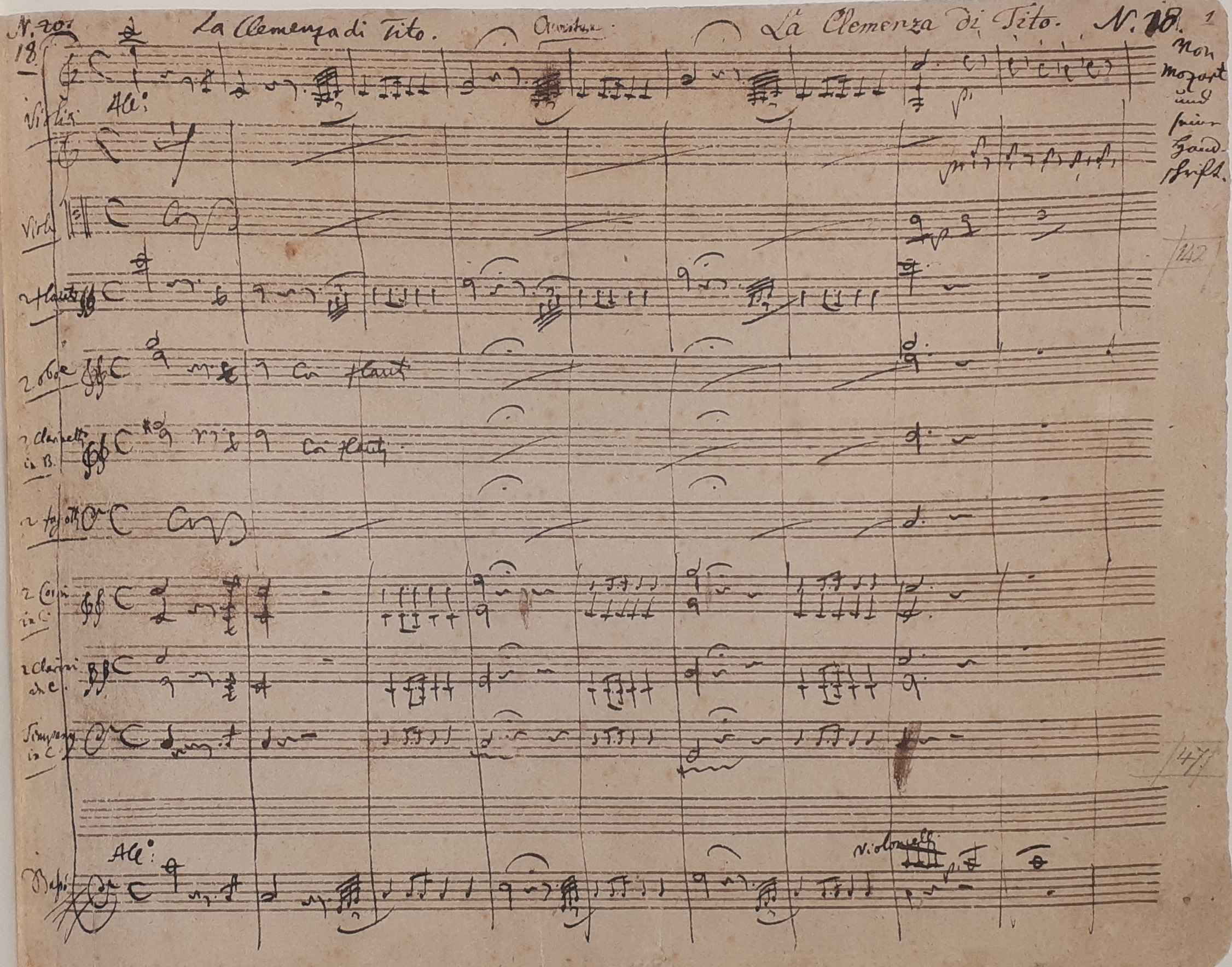
1re page du manuscrit - Ouverture

### Ouverture

#### Acte I
- n° 1. Duetto « Come ti piace, imponi » - Vitellia & Sesto
- n° 2. Aria « Deh se piacer mi vuoi » - Vitellia
- n° 3. Duettino « Deh prendi un dolce amplesso » - Annio & Sesto
- n° 4. Marcia
- n° 5. Coro « Serbate, o dei custodi »
- n° 6. Aria « Del più sublime soglio » - Titus
- n° 7. Duetto « Ah perdona al primo affetto » - Annio & Servilia
- n° 8. Aria « Ah, se fosse intorno al trono » - Titus
- n° 9. Aria « Parto, parto, ma tu, ben mio » - Sesto
- n° 10. Terzetto « Vengo… aspettate… Sesto ! » - Vitellia, Annio & Publio
- n° 11. Recitativo accompagnato « O dei, che smania è questa » - Sesto
- n° 12. Quintetto con coro « Deh conservate, oh Dei » - Sesto, Annio, Servilia, Publio & Vitellia

#### Acte II
- n° 13. Aria « Torna di Tito a lato » - Annio
- n° 14. Terzetto « Se al volto mai ti senti » - Sesto, Vitellia & Publio
- n° 15. Coro « Ah grazie si rendano » - Titus & chœur
- n° 16. Aria « Tardi s’avvede d’un tradimento » - Publio
- n° 17. Aria « Tu fosti tradito » - Annio
- n° 18. Terzetto « Quello di Tito è il volto ! » - Sesto, Titus & Publio
- n° 19. Rondo « Deh per questo istante solo » - Sesto
- n° 20. Aria « Se all’impero, amici Dei » Titus
- n° 21. Aria « S’altro che lacrime per lui non tenti » - Servilia
- n° 22. Recitativo accompagnato « Ecco il punto, o Vitellia » - Vitellia
- n° 23. Rondo « Non più di fiori vaghe catene » - Vitellia
- n° 24. Coro « Che del ciel, che degli Dei »
- n° 25. Recitativo accompagnato « Ma che giorno è mai questo ? » - Titus
- n° 26. Sestetto con coro « Tu, è ver, m’assolvi, Augusto » - Sesto, Titus, Vitellia, Servilia, Annio, Publio & chœur

## Instrumentation
L'opéra est écrit pour 2 flûtes, 2 hautbois, 2 clarinettes (également clarinette de basset et cor de basset), 2 bassons, 2 cors, 2 trompettes, timbales et cordes. La basse continue dans les récitatifs secco est constituée du clavecin et du violoncelle. Les interprètes de l'époque utilisent souvent un pianoforte.

## Analyse
Mozart eut très peu de temps pour écrire l'opéra (six semaines) alors qu'il était débordé et qu'il travaillait en parallèle à plusieurs œuvres dont son Requiem et sa Flûte enchantée, autre opéra, qui allait également être créé en septembre 1791. La commande imposait un opera seria sans aucune fantaisie comique. Mozart eut seulement le choix d'approfondir certains morceaux et d'écrire ou de faire écrire rapidement le reste. Les récitatifs secco (nombreux et souvent longs, à commencer par celui qui ouvre l'opéra et dure plus de trois minutes) sont ainsi attribués, comme l'achèvement de son Requiem, à son assistant Franz Xaver Süßmayr. Alors que Mozart aimait écrire pour ses chanteurs, la distribution changea plusieurs fois. Ainsi Sextus, qui devait être un ténor, fut confié au castrat Domenico Bedini. Aujourd'hui le rôle est attribué à une mezzo-soprano ou à un contre-ténor.
L'opéra contient quelques morceaux sublimes : l'air de Sextus « Parto, parto » avec accompagnement obligé de clarinette de basset, le rondo de Vitellia au second acte « Non più di fiori » (no 23) avec accompagnement obligé de cor de basset, d'une grande virtuosité, font partie des plus grandes réussites mozartiennes. Le sujet avait déjà été traité une quarantaine de fois, dans des versions oubliées depuis longtemps. Le genre imposé alors à Mozart était déjà un peu dépassé par ses dernières compositions, notamment celles issues de sa collaboration avec Lorenzo da Ponte.
« Una porcheria tedesca ! » (« Une cochonnerie allemande ! ») : c'est en ces termes que l'impératrice Marie-Louise aurait accueilli la création de La clemenza di Tito à Prague le 6 septembre 1791 selon Alfred Meissner dans un recueil écrit en 1871. De fait, l'ouvrage, de type « opera seria » avec récitatifs et airs, fit longtemps figure d'opéra maudit. Ainsi faudra-t-il attendre 1949 pour qu'il soit enfin joué au Festival de Salzbourg. Il reste assez peu joué jusqu'à sa réhabilitation par Istvan Kertesz et Jean-Pierre Ponnelle à Londres en 1969.

## Historique des représentations

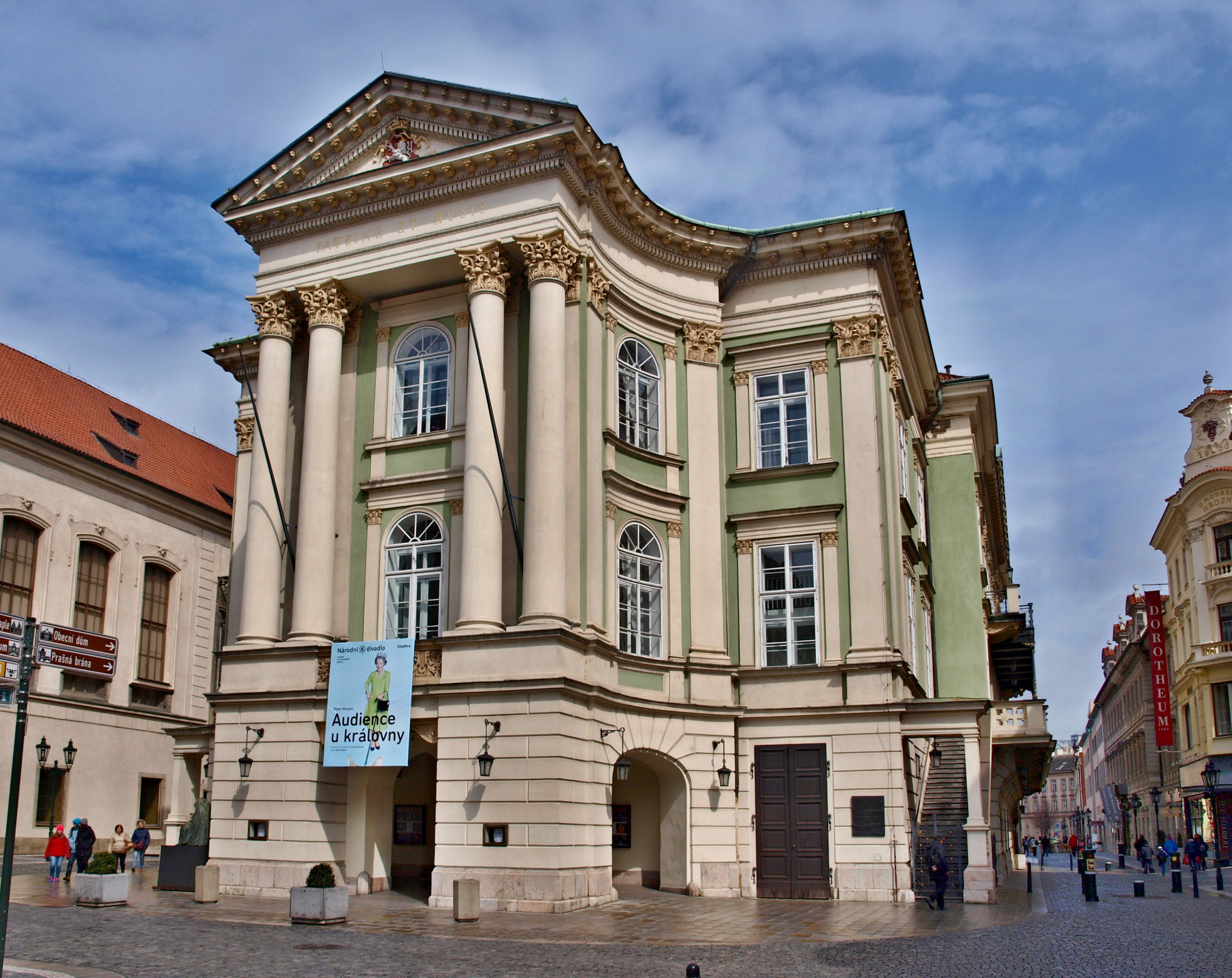
Le Théâtre des États à Prague, lieu de la première mondiale de l'opéra en 1791.

La première eut lieu quelques heures après le couronnement de Léopold II. H. C. Robbins Landon écrit qu'il est « très improbable » que Mozart lui-même ait été le chef d'orchestre, malgré ce qui a été communément affirmé. Le rôle de Sesto a été tenu par le soprano castrat Domenico Bedini. L'opéra fut représenté pour la première fois en public le 6 septembre 1791 au Théâtre des États de Prague. L'orchestre était celui du théâtre, mais le clarinettiste Anton Stadler s'était rendu à Prague avec Mozart et jouait dans l'orchestre. C'est pour lui que Mozart a écrit deux obbligati très importants : pour clarinette de basset dans l'aria de Sesto Parto, parto, ma tu ben mio, et pour cor de basset dans l'aria de Vitellia Non più di fiori.
Des extraits de l'opéra ont été joués le 28 février 1796 au Staatsoper Unter den Linden de Berlin, avec Margarete Luise Schick (en), Henriette Righini, Auguste Amalie Schmalz (de), August Fischer (de), Friedrich Franz Hurka (de), et Constanze Mozart.
L'opéra est resté populaire pendant de nombreuses années après la mort de Mozart. C'est le premier opéra complet de Mozart à atteindre Londres, où il a été créé au His Majesty's Theatre le 27 mars 1806. La distribution comprenait John Braham, dont la compagne de longue date Nancy Storace avait été la première Susanna dans Les Noces de Figaro à Vienne. Cependant, comme elle n'a été jouée qu'une seule fois, elle ne semble pas avoir suscité beaucoup d'intérêt. Pour autant que l'on puisse en juger, l'œuvre n'a été reprise à Londres qu'au festival de St Pancras en 1957. La première représentation à La Scala de Milan a eu lieu le 26 décembre 1818. La première nord-américaine a eu lieu le 4 août 1952 au Centre de musique de Tanglewood (en) à Tanglewood. Pendant longtemps, les spécialistes de Mozart ont considéré Tito comme un effort inférieur du compositeur. Alfred Einstein a écrit en 1945 qu'il était « habituel de dénigrer La clemenza di Tito et de la rejeter comme le produit de la hâte et de la fatigue », et il poursuit ce dénigrement dans une certaine mesure en condamnant les personnages comme étant des marionnettes – exemple : « Titus n'est rien d'autre qu'une simple marionnette représentant la magnanimité » – et en affirmant que l'opera seria était déjà une forme moribonde. Cependant, ces dernières années, l'opéra a fait l'objet d'une certaine réévaluation. Stanley Sadie considérait qu'il montrait Mozart « répondant avec une musique pleine de retenue, de noblesse et de chaleur à un nouveau type de stimulus ». L'opéra conserve une cote d'amour raisonnablement élevée, et se situe dans la partie inférieure du « Top 50 » joué dans les grandes maisons, dans le monde entier[réf. nécessaire].
Au Festival de Salzbourg en 2017, Peter Sellars a dirigé son interprétation de l'opéra, comme « une vision de la coexistence pacifique », « allant bien au-delà du contexte historique », une coproduction avec l'opéra national des Pays-Bas, Amsterdam, et le Deutsche Oper Berlin. Dirigé par Teodor Currentzis, il a été créé le 27 juillet 2017 au manège des rochers (Felsenreitschule) de Salzbourg.
L'opéra a également été joué dans le cadre du festival d'été 2017 du Glyndebourne. En 2019, le Los Angeles Opera a monté l'œuvre pour la première fois de son histoire dans une toute nouvelle production, dirigée par James Conlon et mettant en vedette Russell Thomas (en) dans le rôle-titre et Elizabeth DeShong dans le rôle de Sesto. La même année, l'opéra a été joué au Metropolitan Opera à New York et diffusé le 20 avril 2019.

### Réalisations scéniques
- 2005 : Opéra Garnier, Paris :

Tito : Christoph Prégardien
Vitellia : Catherine Naglestad
Sesto : Susan Graham
Servilia : Ekaterina Siurina
Annio : Hannah Esther Minutillo
Publio : Roland Bracht
Orchestre et Chœur de l'Opéra National de Paris
Direction : Sylvain Cambreling
Mise en scène : Ursel et Karl-Ernst Herrmann
- 2011 : invité par le Festival international d'art lyrique d'Aix-en-Provence, Sir Colin Davis choisit cet opera seria, non seulement pour sa dramaturgie et sa musique, mais aussi parce qu'il estimait que cette œuvre méritait d'être mieux connue[24].

- 2011 : Opéra Garnier, Paris

Mise en scène : Willy Decker
- 2012 :  Wiener Staatsoper (Opéra d'État de Vienne) Vienne, Autriche[25]

- 2014 : Opéra national de Lorraine, Nancy. Les rôles de Sesto et Annio sont interprétés par les contre-ténors Franco Fagioli (Sesto) et Yuriy Mynenko (Annio)

- 2015 : Opéra national du Rhin, Strasbourg ; Mulhouse

- 27 Juillet - 21 Août 2017 : Festival de Salzbourg (7 représentations)[26] (138 min)[2] ; personnages de l'œuvre / distribution :

Metteur en scène : Peter Sellars
Chef d'orchestre : Teodor Currentzis
Tito Vespasiano : Russell Thomas
Vitellia : Golda Schultz
Annio : Jeanine De Bique
Servilia : Christina Gansch
Publio : Sir Willard White
Sesto : Marianne Crebassa
- 2019 : Atelier lyrique de Tourcoing ; Tourcoing, Théâtre Municipal Raymond Devos

- Octobre 2019 : Theater an der Wien (Vienne, Autriche). Les rôles de Sesto et Annio sont interprétés par les contre-ténors David Hansen (Sesto) et Kangmin Justin Kim (Annio)

- Juillet 2021 : Opéra Garnier Paris

Tito Vespasiano : Stanislas de Barbeyrac
Vitellia : Amanda Majeski
Servilia : Anna El-Khashem
Sesto : Michèle Losier
Annio : Jeanne Ireland
Publio : Christian Van Horn
Mis en scène par : Willy Decker

## Discographie sélective
- 1967 : Orchestre philharmonique de Vienne, direction Istvan Kertesz, avec Teresa Berganza, Maria Casula, Werner Krenn, Brigitte Fassbaender, Lucia Popp (Decca).
- 1977 : Royal Opera House, direction Sir Colin Davis, avec Janet Baker, Yvonne Minton, Stuart Burrows, Frederica von Stade, Lucia Popp, Robert Lloyd (Philips, rééd. CD 1990 Philips Classics).
- 1990: The English Baroque Soloists, The Monteverdi Choir, direction John Eliot Gardiner, avec Anthony Rolfe-Johnson, Julia Varady, Anne Sofie von Otter, Sylvia McNair (Deutsche Grammophon/Archiv Produktion)
- 1993 : Chœurs et Orchestre de l'Opéra de Zürich, direction Nikolaus Harnoncourt, avec Philip Langridge, Lucia Popp, Ann Murray (Teldec).
- 2006 : Orchestre philharmonique de Vienne, direction Nikolaus Harnoncourt, avec Michael Schade, Vesselina Kasarova, Dorothea Röschmann, Elīna Garanča, Barbara Bonney, Luca Pisaroni (DVD).
- 2006 :  Freiburger Barockorchester, direction René Jacobs, avec Mark Padmore, Alexandrina Pendatchanska, Bernarda Fink, Marie-Claude Chappuis, Sergio Foresti, Sunhae Im.